# Championnats d'Europe

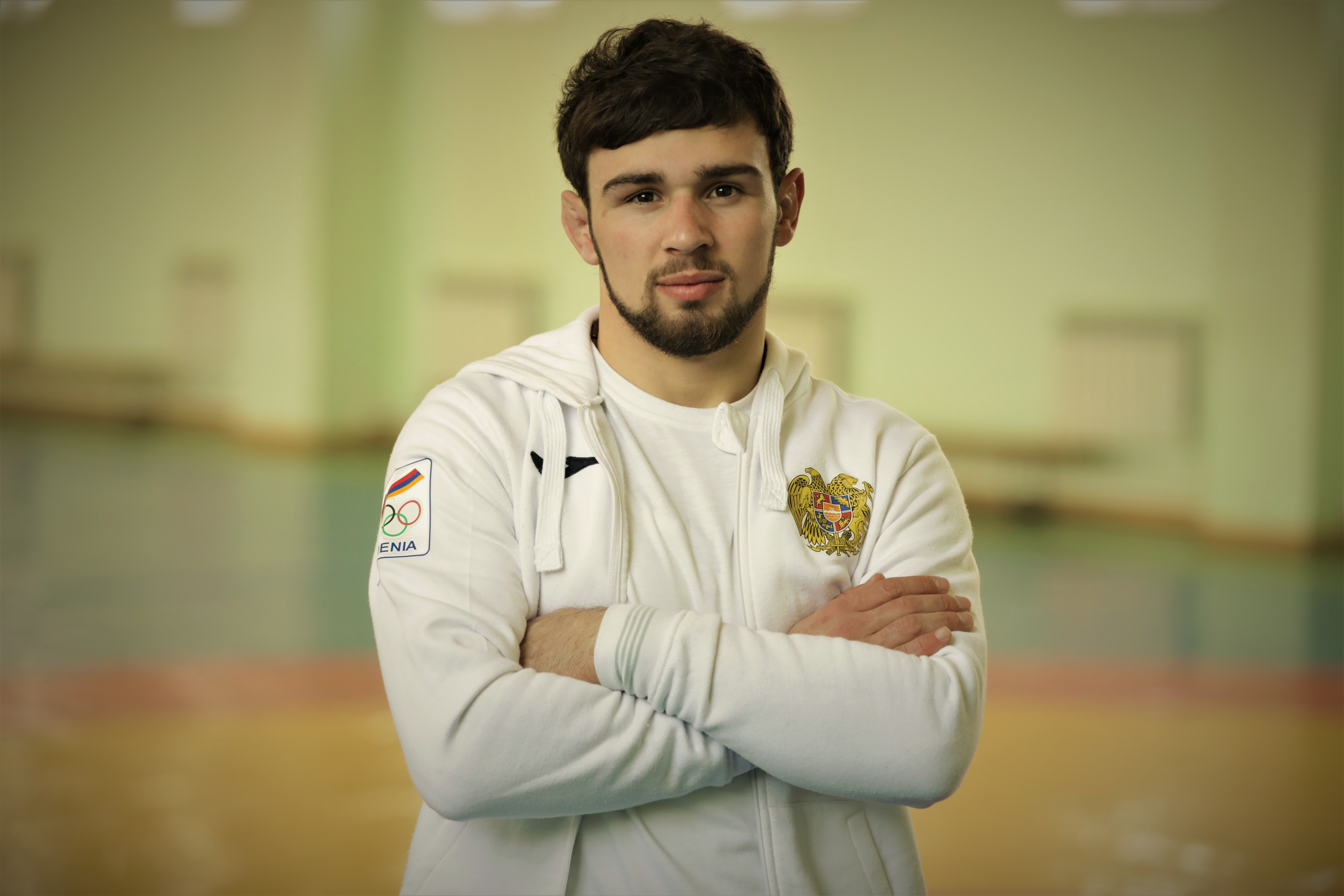
Arsen Harutyunyan - Lutteur arménien de style libre, champion d'Europe et du monde

Les championnats d'Europe sont des compétitions, notamment des compétitions sportives, qui déterminent le sportif ou l'équipe sportive les meilleurs d'Europe dans leur catégorie. Ils ont lieu à des intervalles différents en fonction des sports. Ainsi, le championnat d'Europe de football (souvent abrégés « Euro ») a lieu tous les quatre ans, de même que les championnats d'Europe d'athlétisme, alors que les championnats d'Europe de patinage artistique se déroulent chaque année.

## Compétitions sportives
- Championnats d'Europe d'athlétisme
- Championnats d'Europe d'aviron
- Championnats d'Europe de badminton
- Championnat d'Europe de baseball
- Championnat d'Europe masculin et féminin de basket-ball
- Championnat d'Europe de basket-ball en fauteuil roulant par nations et par clubs
- Championnats d'Europe de biathlon
- Championnat d'Europe de bowling
- Championnats d'Europe de course en ligne et slalom de canoë-kayak
- Championnat d'Europe de concours complet d'équitation
- Championnats d'Europe de course d'orientation
- Championnats d'Europe de course en montagne
- Championnat d'Europe de cricket
- Championnats d'Europe de cross-country
- Championnats d'Europe de cyclisme
- Championnats d'Europe de danse en fauteuil roulant
- Championnats d'Europe de danse sportive
- Championnats d'Europe d'escalade
- Championnats d'Europe d'escrime
- Championnat d'Europe masculin et féminin de football
- Championnat d'Europe masculin et féminin de futsal
- Championnats d'Europe de gymnastique artistique et rythmique
- Championnats d'Europe d'haltérophilie
- Championnat d'Europe de handball masculin et féminin
- Championnat d'Europe de hockey sur gazon masculin et féminin
- Championnats d'Europe de judo
- Championnats d'Europe de karaté
- Championnats d'Europe de kayak-polo
- Championnats d'Europe de lutte
- Championnats d'Europe de natation
- Championnats d'Europe de patinage artistique
- Championnats d'Europe de pentathlon moderne
- Championnat d'Europe masculin et féminin de rugby à XV
- Championnats d'Europe de sambo
- Championnats d'Europe de saut d'obstacles
- Championnats d'Europe de ski-alpinisme
- Championnats d'Europe de skyrunning
- Championnats d'Europe de taekwondo
- Championnats d'Europe de tennis de table
- Championnats d'Europe de tir
- Championnats d'Europe de tir à l'arc
- Championnats d'Europe de triathlon
- Championnat d'Europe masculin et féminin de volley-ball

## Compétitions d'échecs
- Championnat d'Europe d'échecs des nations
- Championnat d'Europe d'échecs individuel
- Championnat d'Europe d'échecs junior
- Championnat d'Europe d'échecs de la jeunesse